# كريل مهدب القدم
الكريل (الاسم العلمي: Thysanopoda) هو جنس من المفصليات يتبع الفصيلة الكريلية من رتبة الكريليات.

## أنواع
- كريل حاد الجبهة (الاسم العلمي:Thysanopoda acutifrons)
- كريل متعادل (الاسم العلمي:Thysanopoda aequalis)
- كريل عديم القرون (الاسم العلمي:Thysanopoda astylata)
- كريل قرني (الاسم العلمي:Thysanopoda cornuta)
- كريل مقنزع (الاسم العلمي:Thysanopoda cristata)
- كريل مثير (الاسم العلمي:Thysanopoda egregia)
- كريل مستصغر العيون (الاسم العلمي:Thysanopoda microphthalma)
- كريل ضئيل العيون (الاسم العلمي:Thysanopoda minyops)
- كريل أحادي الشوكة (الاسم العلمي:Thysanopoda monacantha)
- كريل منفرج الجبهة (الاسم العلمي:Thysanopoda obtusifrons)
- كريل مشرقي (الاسم العلمي:Thysanopoda orientalis)
- كريل مشطي (الاسم العلمي:Thysanopoda pectinata)
- كريل شوكي الذنب (الاسم العلمي:Thysanopoda spinicaudata)
- كريل ثلاثي الأسنان (الاسم العلمي:Thysanopoda tricuspidata)